# Kajtebriga
KAJTEBRIGA trio jazz ansambl čiji repertoar čine autorske skladbe članova, obrade jazz i pop standarda te songovi iz mjuzikala. Nastupaju u zemlji i inozemstvu.
Članovi:
Hana Hegedušić - vokal
Petar Eldan - klavir
Aleksandar Vešić - e. bas